# Hasely Crawford
Hasely Joachim Crawford (San Fernando, 16 agosto 1950) è un ex velocista trinidadiano, vincitore della medaglia d'oro nei 100 metri piani ai Giochi olimpici di Montréal 1976 e primo campione olimpico nella storia del suo paese.

## Biografia
Debuttò a livello internazionale nel 1970 vincendo il bronzo nei 100 m ai Giochi del Commonwealth. A Monaco di Baviera 1972 si qualificò per la finale olimpica dei 100, che non terminò a causa di un infortunio.
Preparatosi da un anno con l'allenatore statunitense Bob Parks, arrivò alla finale olimpica dei 100 m anche nel 1976 a Montréal. Il favorito era il campione uscente, il sovietico Valerij Borzov, con il giamaicano Don Quarrie outsider. Crawford li sorprese entrambi e vinse la gara con il primato personale di 10"06, davanti a Quarrie e Borzov. Con questa vittoria Crawford fu il primo sportivo di Trinidad e Tobago a vincere una medaglia d'oro alle Olimpiadi. Pochi giorni dopo si infortunò durante la finale dei 200 metri, terminando all'ottavo posto con un tempo molto alto.
Ritiratosi nel 1984, è stato omaggiato con un francobollo; inoltre a lui sono intitolati un aeroplano e uno stadio.

## Palmarès
| Anno | Manifestazione          | Sede              | Evento      | Risultato        | Prestazione | Note                          |
| ---- | ----------------------- | ----------------- | ----------- | ---------------- | ----------- | ----------------------------- |
| 1970 | Giochi del Commonwealth | Edimburgo         | 100 m piani | Bronzo           | 10"33       |                               |
| 1972 | Giochi olimpici         | Monaco            | 100 m piani | Finale           | dnf         |                               |
| 1975 | Giochi panamericani     | Città del Messico | 100 m piani | Argento          | 10"21       |                               |
| 1976 | Giochi olimpici         | Montréal          | 100 m piani | Oro              | 10"06       | Miglior prestazione personale |
| 1976 | Giochi olimpici         | Montréal          | 200 m piani | 8º               | 1'19"60     |                               |
| 1978 | Giochi del Commonwealth | Edmonton          | 100 m piani | Bronzo           | 10"09       |                               |
| 1978 | Giochi del Commonwealth | Edmonton          | 4×100 m     | Argento          | 39"29       |                               |
| 1980 | Giochi olimpici         | Mosca             | 100 m piani | Quarti di finale | 10"28       |                               |
| 1980 | Giochi olimpici         | Mosca             | 4×100 m     | Semifinale       | 39"74       |                               |
| 1984 | Giochi olimpici         | Los Angeles       | 100 m piani | Quarti di finale | 10"56       |                               |